# Michael Puhalo von Brlog

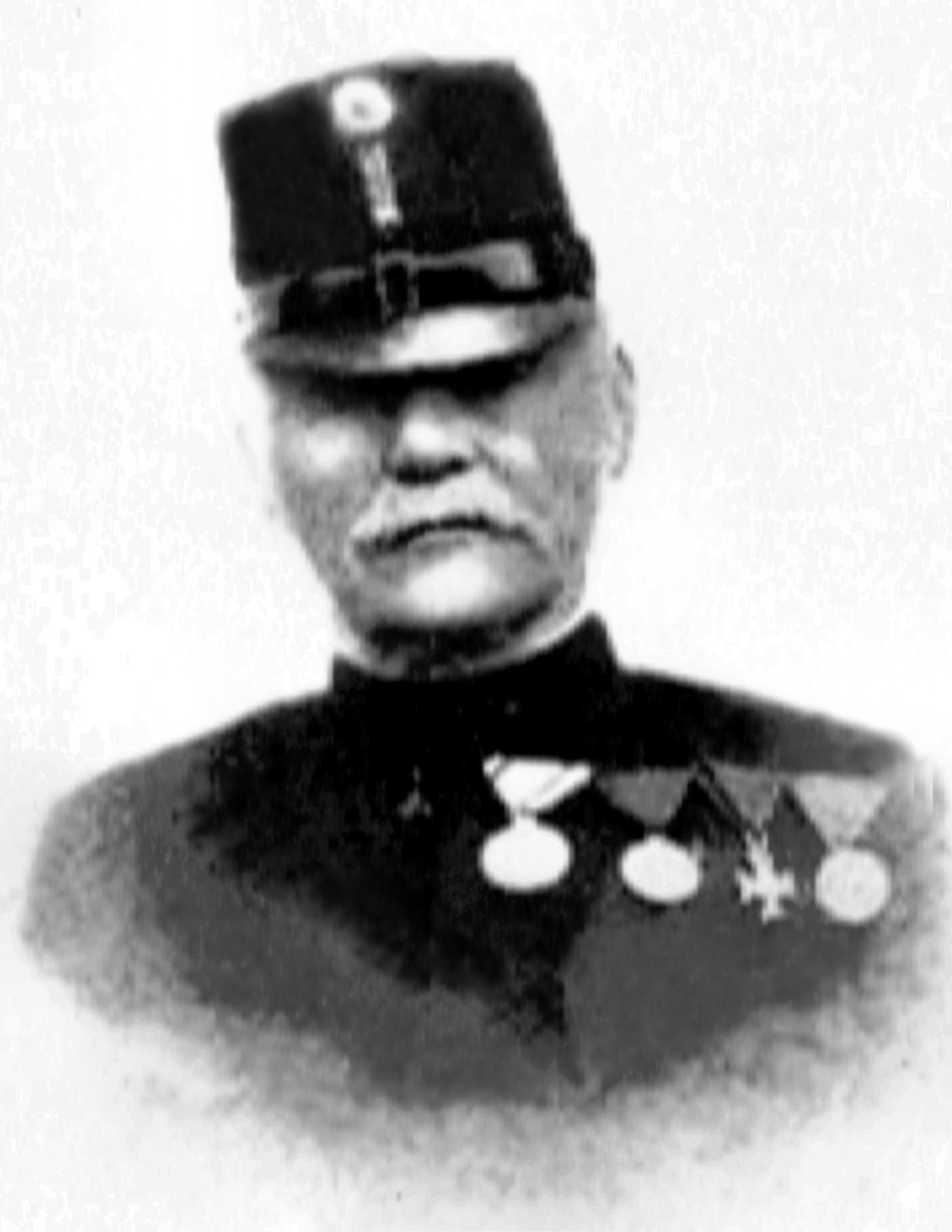
Mihalo Puhalo de Brlog 1908

Michael (Mihalo) Puhalo von Brlog (* 1818 in Brlog, Kroatien; † 6. März 1913 ebenda) war ein kroatischer Offizier in der kaiserlichen-österreichischen Armee mit ungarischem Adelsprädikat. 
Auf Grund seiner Tapferkeit wurde er ausgezeichnet und zum Unteroffizier, dann zum Offizier befördert und in den Adelsstand erhoben. Er war der Vater des später berühmten Generaloberst Paul Puhallo von Brlog. 
Michael Puhalo trat als einfacher Soldat in den Militärdienst ein und wurde für herausragende Leistungen mit der Goldenen Tapferkeitsmedaille ausgezeichnet. Außerdem erhielt er am 21. August 1849 „ausnahmsweise“ die Beförderung zum Unterleutnant 2. Klasse. 
Im Jahre 1859 wurde er zum Unterleutnant 1. Klasse befördert, musste jedoch aufgrund der vielen erlittenen Kriegsverletzungen am 31. Dezember 1861 in den Ruhestand treten.
Im Jahre 1908 wurde er anlässlich seines 90. Geburtstags geadelt. Als Bürger von Kroatien wurde er zum ungarischen Adel mit dem Prädikat „von Brlog“ ernannt. Am 6. August 1910 erhielt er „als Zeichen Allerhöchster Gnade“ die ehrenamtliche Beförderung zum Oberleutnant im Ruhestand mit Titel und Charakter. 
Er starb im hohen Alter von 95 Jahren in seinem Haus in Brlog. 
Auch sein jüngerer  Sohn Isaak strebte eine Militärkarriere an, doch musste er bereits 1897 als Oberleutnant der Artillerie, infolge eines Dienstunfalls aus der Armee entlassen werden.